# Terry Baum
Pour les articles homonymes, voir Baum.
Terry Joan Baum (née en 1946) est une dramaturge féministe américaine, connue pour ses pièces de théâtre évoquant l'expérience lesbienne.

## Biographie
Terry Baum commence sa carrière en travaillant comme assistante personnelle de Bella Abzug lors de sa campagne au Congrès, en 1970. Deux ans plus tard, à l'université de Californie, elle fonde l'Isla Vista Community Theatre et crée Lilith, une troupe de théâtre de femmes de San Francisco, en 1974,.
Sa revue Dos Lesbos: A Play by, for & about Perverts, écrite avec Carolyn Myers, ouvre ses portes au Ollie's bar à Oakland, en Californie, en 1981. La pièce de théâtre traite du coming out du point de vue d'une mère et de sa fille. Elle voyage durant deux ans dans toute la baie de San Francisco et à Santa Cruz. Le spectacle fait partie de Places, Please (1985), l'anthologie pionnière des pièces de la littérature lesbienne, éditée par Kate McDermott.
De 1985 à 1994, Terry Baum vit une partie du temps à Amsterdam. En 2004, elle se présente au Congrès contre Nancy Pelosi, après avoir perdu la bataille juridique pour figurer sur le bulletin de vote. Elle écrit par la suite une pièce sur cette expérience, intitulée Baum for Peace. En 2011, elle se présente une nouvelle fois pour le parti vert des États-Unis aux élections municipales de San Francisco et se classe 11e avec moins de 1% des voix.
En juillet 2014, à San Francisco, Terry Baum présente la pièce de théâtre HICK: A Love Story, The Romance of Lorena Hickok and Eleanor Roosevelt, co-écrite avec Pat Bond. Le spectacle évoque l'histoire d'amour entre la première dame Eleanor Roosevelt et la journaliste Lorena A. Hickok. Le récit se base sur les 300 lettres qu'Eleanor Roosevelt a adressées à Lorena A. Hickok. Après San Francisco, HICK est joué au New York Fringe Festival et est choisi comme NYCFringe FAV, puis est sélectionné par la série Fringe Encore pour être présenté dans un théâtre hors de Broadway.

## Œuvres
- Dos Lesbos, a Play By, For and About Perverts, première présentation en 1981, publié dans (en) Kate McDermott, Places, Please!: The First Anthology of Lesbian Plays, Aunt Lute Book, 1985 (ISBN 978-0-918040-05-3, lire en ligne).
- Immediate Family, première présentation au First Women's Theater Festival à Santa Cruz en 1983.
- One Fool or How I Learned to Stop Worrying and Love the Dutch, publié dans (en) Shirley Ullom, Tough Acts to Follow: Seventy-Five Monologs for Teens, Meriwether Publishing, Limited, mars 2000 (ISBN 978-1-56608-057-6, lire en ligne)
- Two Fools, publié dans Intimate Acts, 1997.
- This is My Peace Sign, 2003 (Livre de photographies des manifestations contre la guerre).
- HICK: A Love Story, The Romance of Lorena Hickok and Eleanor Roosevelt.